# Rasa de Cal Cases
La Rasa de Cal Cases és un torrent afluent per l'esquerra del Cardener (ja dins el pantà de Sant Ponç) que fa la primera part del seu curs pel terme municipal de Navès i la segona pel d'Olius.

## Municipis per on passa
Des del seu naixement, la Rasa de Cal Cases passa successivament pels següents termes municipals.
|                                      | Longitud (en m.) | % del recorregut |
| ------------------------------------ | ---------------- | ---------------- |
| Per l'interior del municipi de Navès | 1.400            | 58,97%           |
| Per l'interior del municipi d'Olius  | 974              | 41,03%           |

## Xarxa hidrogràfica
La xarxa hidrogràfica de la Rasa de Cal Cases està integrada per 7 cursos fluvials que sumen una longitud total de 5.773 m.

### Vessants
|                  | nombre de subsidiaris | Longitud total (en m.) |
| ---------------- | --------------------- | ---------------------- |
| Vessant dret     | 0                     | 0                      |
| Vessant esquerre | 6                     | 3.399                  |

### Distribució per termes municipals
| Municipi | Longitud que hi transcorre |
| -------- | -------------------------- |
| Navès    | 4.799 m.                   |
| Olius    | 974 m.                     |